# Сід Вішез
Сід Ві́шез (англ. Sid Vicious; справжнє ім'я — Джон Саймон Рітчі (John Simon Ritchie), 10 травня 1957, Лондон — 2 лютого 1979, Нью-Йорк) — англійський рок-музикант, бас-гітарист панк-гурту Sex Pistols, один із провідників анархістського руху в 1975—1979 рр, культова постать панк-культури. Помер від передозування наркотиками у віці 21 року.

## Життєпис
Сід Вішез народився в Лондоні в родині Джона Річі (охоронця, свого часу працював у Букінгемському палаці) і Енн, жінки хіпіозних нахилів, яка багато років вживала наркотики. Джа Уоббл (друг дитинства Сіда та згодом учасник Public Image Limited) згадував, в який жах він прийшов, коли побачив, що Енн видає синові дозу героїну: «Мені було 16 років, а в такому віці мама — це людина, яка залишає тобі вечерю в духовці, а не шприц, яким сама користувалася…»
Незабаром після народження сина Джон Річі пішов із сім'ї, а Сід з матір'ю вирушили на острів Ібіца, де Енн вийшла за Крістофера Беверлі в 1965 році. Сім'я провела тут чотири роки, в 1971 році повернулася до Лондона і якийсь час жила в графстві Кент. Після смерті вітчима мати і син знімали кімнату в Танбрідж Уеллс, потім жили в Сомерсеті. До навчання Сід інтересу не виявляв і в 15 років кинув школу, але незабаром (під ім'ям Саймон Джон Беверлі) вступив в художній коледж Хекні (англ. Hackney College), де почав вивчати фотографію. Тут він познайомився з Джоном Лайдоном, який і дав йому прізвисько, яке стало згодом знаменитим. Згідно з однією з версій хом'ячок Лайдон на прізвисько Сід укусив Річі за руку, і той вигукнув: «Sid is really vicious!» (Пізніше з'явилися версії, згідно з якими прізвисько було дано на честь Сіда Баррета та пісні Лу Ріда «Vicious»). Разом з Джоном Уордлом (пізніше узяв собі псевдонім Jah Wobble) і Джоном Греєм вони утворили команду The 4 Johns. Як згадує Енн, на відміну від Лайдона, який був надзвичайно замкнутим і сором'язливим хлопцем, Сід фарбував волосся і поводився в манері свого тодішнього кумира, Девіда Боуї. Лайдон розповідав, що вони дуетом часто заробляли гроші вуличними концертами, виконуючи пісні Еліса Купера: Джон співав, а Сід акомпанував йому на тамбурині.
Довгий час Сід жив поперемінно — то зі сквотерами, то в будинку матері, але в 17 років, посварившись з нею, став дійсно бездомним, завдяки чому вперше і увійшов до панк культури (більшість лондонських сквоттерів в ті дні становили панки). Приблизно в цей час Сід вперше потрапив в магазин на Кінгс Роуд під назвою «Too Fast to Live, Too Young to Die» (незабаром перейменовану в «SEX») і познайомився — спочатку з Гленом Метлоком (який працював тут, а вечорами грав на бас-гітарі), потім через нього з Стівом Джонсом і Полом Куком. Двоє останніх тільки що утворили групу Swankers і намагалися умовити власника магазину Малкольма Макларена (який незадовго до цього повернувся з Америки, де деякий час керував справами New York Dolls) стати їх менеджером. Невдовзі склад групи перетворився на Sex Pistols і знайшов собі вокаліста в особі іншого завсідника, Джона Лайдона, — хоча спочатку дружина Макларена, Вів'єн Вествуд зупинила свій вибір саме на Сіді.
Деякий час Сід розглядався і як можливий вокаліст другої нової групи, The Damned, але був виключений зі списків після того, як не з'явився на прослуховування. У ті ж дні він зібрав скандально знаменитий сквотери-бенд The Flowers of Romance; серед учасників були майбутні The Slits. Ще недавно страждаючи від самотності, Сід раптом опинився в самому центрі нового культурного руху і вирішив не упускати свого шансу: узявши (за прикладом свого нового кумира, Ді Ді Рамона) бас-гітару, він остаточно прийняв спосіб життя, який дуже скоро привів його до трагедії.
У вересні 1976 року Сід став учасником так званого Першого міжнародного панк-фестивалю, організований Роном Уоттс, менеджером 100 Club в співдружності з Малкольмом Маклареном. Хедлайнерами тут були The Sex Pistols, до того часу вже мали репутацію нової, надзвичайно перспективної групи з приголомшливим авторським дуетом. Коли стало відомо, що в програмі звільнилося час для ще одного учасника, двоє учасників Bromley Contingent — Сьюзі Сью і Стів Спанкер (Северин) — тут же запропонували свої послуги, як двох інших учасників «групи», що не існує, запросивши Сіда (ударні) і Біллі Айдола (гітара; місце останнього відразу зайняв Марко Пірроні, приятель Soo Catwoman, з якою також дружив Сід). Так у перший день Фестивалю Сід вперше вийшов на велику сцену. Втім, вже на другий день він з неї «зійшов», оскільки був заарештований (за те, що почав кидати на сцену пляшки) і поміщений у в'язницю для неповнолітніх Ashford Remand. Вийшовши з ув'язнення, він оселився у Catwoman і став для неї кимось на кшталт охоронця.

### Sex Pistols
У лютому 1977 року менеджер Sex Pistols Малкольм Макларен оголосив, що Глена Матлока "викинули з гурту", тому що "він любив Beatles", і що його замінив Вішіес. У своїй автобіографії "Я був підлітком Sex Pistol" Матлок стверджує, що пішов сам, бо йому "набридла вся ця нісенітниця". У документальному фільмі 2000 року "The Filth and the Fury" учасники гурту визнали, що між Матлоком і Роттеном була напруга, але Матлок зазначає, що ці конфлікти загострював Макларен, який хотів створювати хаос у гурті як творчий механізм і для формування іміджу. Він хотів, щоб Матлок пішов, а Вішіес його замінив, кажучи: "Якщо Джонні Роттен — це голос панк-року, то Вішіес — це його ставлення".
Вішіес став суперфанатом Sex Pistols, не пропускаючи жодного концерту. Його заохочували до п’яних і хуліганських витівок, а Воббл казав: "Сіда принесли в жертву люди навколо Pistols. Ніхто з них не пішов би так далеко. Він був їхнім пілотом-камікадзе, і вони з радістю його споряджали й відправляли".
У березні 1977 року Sex Pistols підписали контракт із A&M Records. На святкуванні вони розгромили офіс компанії, а потім влаштували приватну вечірку в клубі Speakeasy, який відвідували відомі музиканти лондонської сцени. Учасники Sex Pistols зіткнулися з діджеєм BBC Бобом Гаррісом, ведучим шоу "Old Grey Whistle Test", що показувало нехітову музику. Заблокувавши Гарріса за барною стійкою з розбитими пляшками, вони вимагали знати, коли їх покажуть у шоу. Почалася бійка. Вішіес ударив розбитою пляшкою в обличчя звукоінженера BBC Джорджа Ніколсона. Гарріса врятувала дорожня команда Procol Harum, яка оточила його й вивела з клубу, де поліція вже оточила квартал. Жодного з Sex Pistols не заарештували, але наступного дня A&M розірвали контракт, а Capital Radio заборонила їхню музику на своїх станціях.
Вішіес зіграв свій перший концерт із Sex Pistols 3 квітня 1977 року в The Screen on the Green; його дебют зняв Дон Леттс для фільму "Punk Rock Movie". Але він погано грав і не мав досвіду гри на бас-гітарі, тому на дебютному альбомі "Never Mind the Bollocks, Here's the Sex Pistols" басові партії виконав гітарист Стів Джонс. Вішіесу дозволили зіграти на одній пісні, "Bodies", але його партію пізніше передублював Джонс. Він пропустив більшість репетицій і записів, бо лежав у лікарні з гепатитом, імовірно через вживання наркотиків внутрішньовенно. На той час Вішіес вживав героїн, і багато хто вважав, що постачальником була його мати. Ді Ді Рамон бачив, як він коловся не раз, а друг Роттена Джон Грей застав Вішіеса за вживанням спіду, коли той ще жив із матір’ю; Вішіес сказав, що наркотики "від мами".
Того ж 1977 року Вішіес познайомився з Ненсі Спанген, американською групі, яка жила в Лондоні, мала історію нестабільної поведінки й була залежною від героїну. Спанген, яка спочатку націлилася на Роттена й заробляла то торгівлею наркотиками, то танцями топлес, стала корисною на панк-сцені Кінгс-Роуд, постачаючи наркотики музикантам. Вона й Вішіес стали нерозлучними, що створювало проблеми в гурті, бо учасникам вона не подобалася; Макларен зізнався, що планував викрасти її й силоміць посадити на літак до США. Відносини Вішіеса й Спанген були бурхливими: він доглядав за нею, коли вона хворіла, і був сором’язливим із її матір’ю, яка бачила, як Спанген різала йому м’ясо. Але Спанген була вербально агресивною й фізично жорстокою. Вішіес, можливо, сприяв її періодичній проституції (і спостерігав). За словами дружини Роттена Нори Форстер, Вішіес часто бив Спанген, і в останній розмові з матір’ю Спанген зізналася, що побої, які вона приписувала незнайомцям, насправді були від Вішіеса. Вони обоє захоплювалися ножами.
У липні, разом зі Спанген, гурт вирушив у скандинавське турне, а потім гастролював Нідерландами та Великою Британією. 28 жовтня 1977 року вийшов їхній єдиний альбом "Never Mind the Bollocks, Here's the Sex Pistols", який, частково завдяки скандальній репутації (зокрема пісні "God Save the Queen") і попри заборони в великих магазинах, дебютував на першому місці в UK Album Charts і став золотим 17 листопада. Він майже рік був бестселером, провівши 48 тижнів у топ-75, і часто вважається найвпливовішим панк-альбомом усіх часів.
24 грудня 1977 року Sex Pistols виступили в Royal Links Pavilion, Кромер; наступного дня вони зіграли два концерти в Ivanhoe’s у Гаддерсфілді, Західний Йоркшир. Це було під час національного страйку пожежників, і гурт влаштував денний концерт для дітей пожежників. У документальному фільмі 2013 року "Never Mind the Baubles: Xmas '77 with the Sex Pistols" Лайдон заявив, що Вішіеса довелося попередити, щоб він не був "жорстким рокером" перед дітьми. Запис Вішіеса, який співає пісню Джонні Тандерса "Born to Lose", що увійшла до альбому "Sid Sings", був зроблений під час цього виступу, коли Вішіес замінив Лайдона, який пішов зі сцени, щоб позувати як Санта-Клаус. Це були останні виступи Sex Pistols у Британії до возз’єднання для туру Filthy Lucre у 1996 році.
У січні 1978 року Sex Pistols вирушили в двотижневе турне США. Напруга в гурті зростала. Роттен майже ні з ким не розмовляв. Warner Bros., які організували тур, наполягали, щоб Вішіес позбувся героїнової залежності, тож він вживав метадон. Він був у стані напівломки й лютував, що гурт заборонив Спанген їхати з ними. Макларен тримав Вішіеса на "раціоні" в $14 на тиждень, але той усе одно знаходив наркотики. Макларен, прагнучи хаосу й стежачи, щоб журналісти були присутні, бронював виступи не в клубах Нью-Йорка, а в барах Луїзіани, Джорджії, Теннессі та Техасу. У Сан-Антоніо 8 січня Вішіес, відчуваючи ворожість від глядача, ударив його бас-гітарою по голові. Перед виступом у Longhorn Ballroom у Далласі 10 січня Вішіес вирізав на грудях лезом слова "gimme a fix" (пізніше жартуючи, що "якщо намагатися вбити себе [лезом у груди], це не спрацює"). Він привітав публіку, назвавши їх "ковбойськими педерастами"; у відповідь йому в голову кинули повну банку пива. Наступної ночі, 11 січня, він пробив діру в стіні гримерки після шоу в Cain’s Ballroom у Талсі. Довго ходили чутки, що на шоу 14 січня в Winterland Ballroom у Сан-Франциско Вішіес узагалі не під’єднав бас-гітару, хоча відео з концерту показує, що коли гітара Джонса затихає під час "Bodies", Вішіес грав правильні ноти. Також є аудіозапис передшоу, де Роттен просить зменшити гучність басу Вішіеса, бо той був занадто гучним. Наприкінці шоу Джонні Роттен промовив знамениту фразу: "Коли-небудь відчували, що вас обдурили?", що стало кінцем Sex Pistols.

## Дискографія

### Sid Vicious
- My Way/Something Else/C'mon Everybody (1979, 12", Barclay, Barclay 740 509)
- Sid Sings (1979, LP, Virgin, V2144)
- Live (1980, LP, Creative Industry Inc., JSR 21)
- Vicious Burger (1980, LP, UD-6535, VD 6336)
- Love Kills N.Y.C. (1985, LP, Konexion, KOMA 788020)
- The Sid Vicious Experience — Jack Boots and Dirty Looks (1986, LP, Antler 37)
- The Idols With Sid Vicious (1993, CD, Last Call Records, LC22289)
- Never Mind the Reunion Here's Sid Vicious (1997, CD)
- Sid Dead Live (1997, CD, Anagram, PUNK 86)
- Sid Vicious Sings (1997, CD)
- Vicious & Friends (1998, CD, Dressed To Kill Records, Dress 602)
- Better (to provoke a reaction than to react to a provocation) (1999, CD, Almafame, YEAAH6)
- Probably His Last Ever Interview (2000, CD, OZIT, OZITCD62)
- Better (2001, CD)Графіті з Сідом в Мадриді
- Vive Le Rock (2003, 2CD)
- Too Fast To Live… (2004, CD)

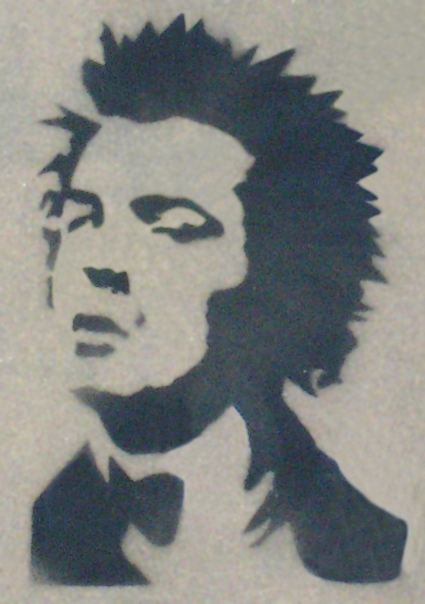
Графіті з Сідом в Мадриді

- Naked & Ashamed (7", Wonderful Records, WO-73)
- Sid Live At Max's Kansas City (LP, JSR 21)
- Sid Vicious (LP, Innocent Records, JSR 21)
- Sid Vicious McDonald Bros. Box (3CD, Sound Solutions, 003)

### Sid and Nancy
- Love Kills (1986, LP, MCA, MCG 6011)

### Sid Vicious & Friends
- (Don't You Gimme) No Lip/(I'm Not Your) Steppin’ Stone (1989, 7", SCRATCH 7)
- Sid Vicious & Friends (1998, CD, Cleopatra, #251, ASIN: B0000061AS)

### Sid Vicious/Eddie Cochran
- Sid Vicious v's Eddie Cochran — The Battle Of The Rockers (LP, Jock, LP 6)

### Sid Vicious/Елвіс Преслі
- Cult Heroes (1993, CD)

### Vicious White Kids
- The Vicious White Kids (1987, LP, Ritchie 1)
- Vicious White Kids (2001, CD, Sanctuary, CMRCD372)

## Фільмографія
1. Sex Pistols Number One (1976, dir. Derek Jarman)
2. Will Your Son Turn into Sid Vicious? (1978)
3. Mr. Mike's Mondo Video (1979, dir. Michael O'Donoghue)
4. The Punk Rock Movie (1979, dir. Don Letts)
5. The Great Rock'n'Roll Swindle (1980, dir. Julian Temple, VHS/DVD)
6. DOA (1981, dir. Lech Kowalski)
7. Buried Alive (1991, Sex Pistols)
8. Decade (1991, Sex Pistols)
9. Bollocks to Every (1995, Sex Pistols)
10. Filth to Fury (1995, Sex Pistols)
11. Classic Chaotic (1996, Sex Pistols)
12. Kill the Hippies (1996, Sex Pistols, VHS)
13. The Filth and The Fury (2000, dir. Julien Temple, VHS/NTSC/DVD)
14. Live at the Longhorn (2001, Sex Pistols)
15. Live at Winterland (2001, Sex Pistols, DVD)
16. Never Mind the Bollocks Here's the Sex Pistols (2002, Sex Pistols, VHS/DVD)
17. Punk Rockers (2003, Sex Pistols, DVD)
18. Blood on the Turntable: The Sex Pistols (2004, dir. Steve Crabtree)
19. Music Box Biographical Collection (2005, Sex Pistols, DVD)
20. Punk Icons (2006, Sex Pistols, DVD)
21. Chaos! Ex Pistols Secret History: The Dave Goodman Story (2007, Sex Pistols, DVD)
22. Pirates of Destiny (2007, dir. Tõnu Trubetsky, DVD)
23. Rock Case Studies (2007, Sex Pistols, DVD)
24. In Search of Sid (2009, BBC Radio 4, Jah Wobble)[2]

## Вшанування пам'яті
- Сід і Ненсі — біографічний фільм 1986 року режисера Алекса Кокса;
- Сід і Ненсі — імена цуценят динго у фільмі Наполеон.
- В серії «Love, Springfieldian Style»(«Кохання у Спрингфілдському стилі») мультсеріалу Сімпсони є пародія на історію Сіда та Ненсі.
- Сід і Ненсі згадуються у фільмі «500 Days Of Summer».